# Schladt

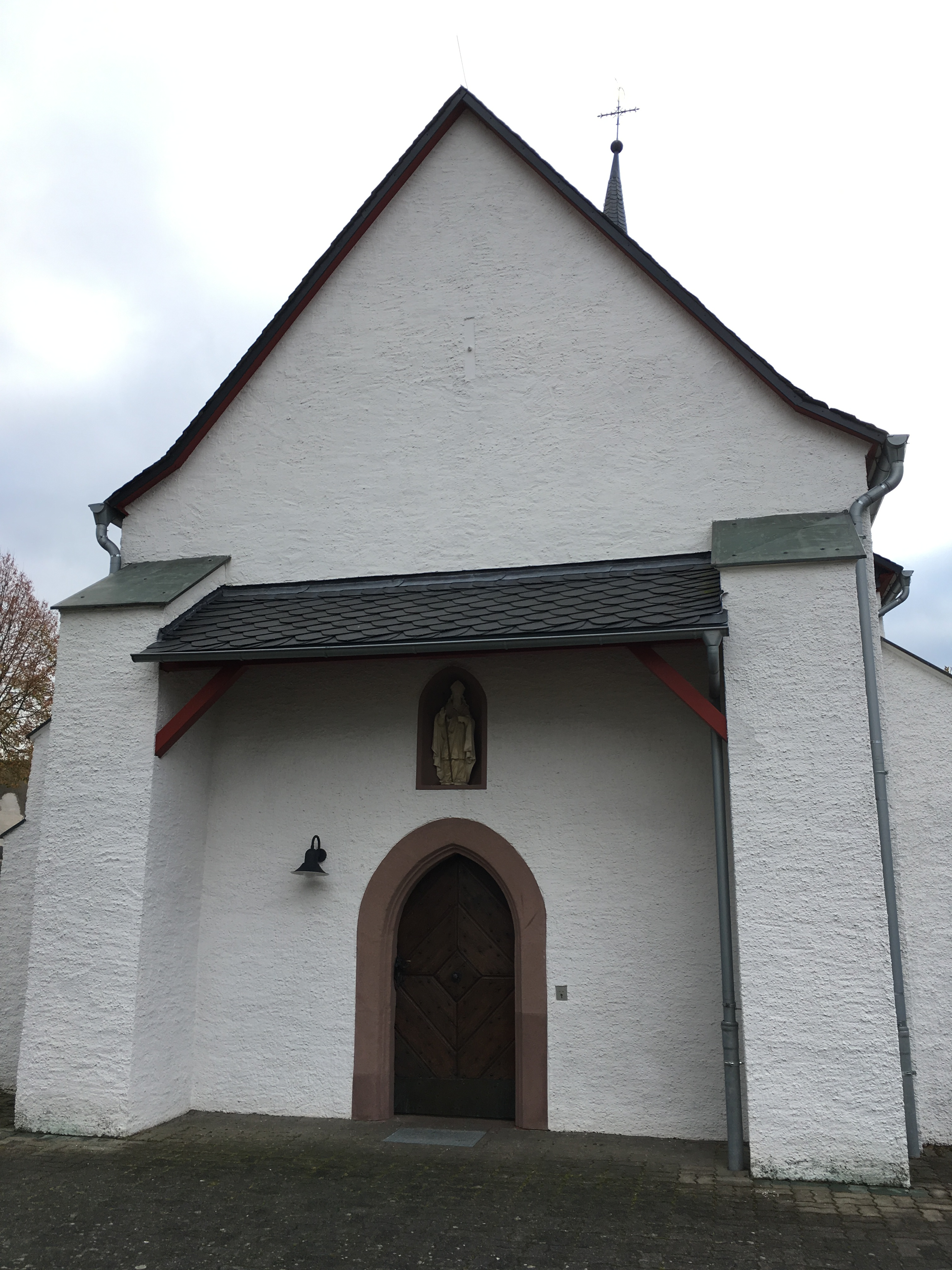
Katholische Kirche St. Blasius

Schladt (ausgesprochen mit langem a) ist eine Ortsgemeinde im Landkreis Bernkastel-Wittlich in Rheinland-Pfalz. Sie gehört der Verbandsgemeinde Wittlich-Land an.

## Geographie
Das Dorf liegt in der Eifel östlich der Lieser in einer als Schladter Schweiz bezeichneten Naturlandschaft. Nachbarorte sind Gipperath, Plein, Minderlittgen, Großlittgen und Karl. Die nächstgrößere Stadt ist Wittlich, etwa sechs Kilometer südöstlich gelegen.
Zu Schladt gehören der Wohnplatz Schladter Mühle sowie der südliche Teil des Weilers Brühlweiler. Der nördliche Teil des Weilers gehört zur Ortsgemeinde Oberöfflingen.

## Geschichte
Ab 1794 stand Schladt unter französischer Herrschaft, 1815 wurde der Ort auf dem Wiener Kongress dem Königreich Preußen zugeordnet. Seit 1946 ist er Teil des damals neu gebildeten Landes Rheinland-Pfalz.

## Politik

### Bürgermeister
Rainer Ernst ist seit 2009 Ortsbürgermeister von Schladt. Bei den Direktwahlen 2019 und 2024 wurde er jeweils in seinem Amt bestätigt.
Ernsts Vorgänger Edwin Heck hatte das Amt von 1997 bis 2009 ausgeübt.

## Kultur und Sehenswürdigkeiten
- 600 Jahre alte Dorfeiche mit 5,20 m Umfang
- Kapelle in der Ortsmitte

Bildergalerie

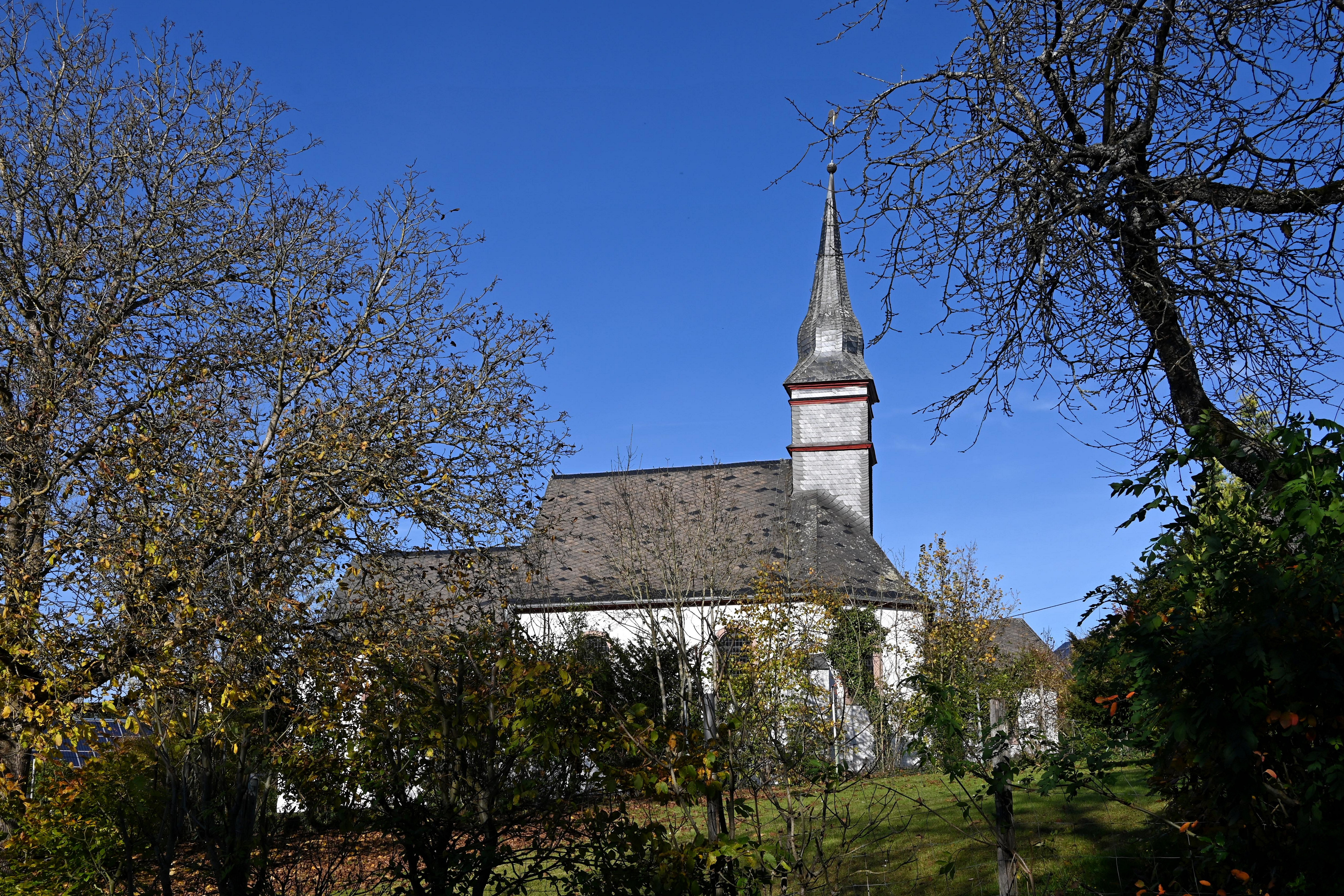
St. Blasius von Südwesten
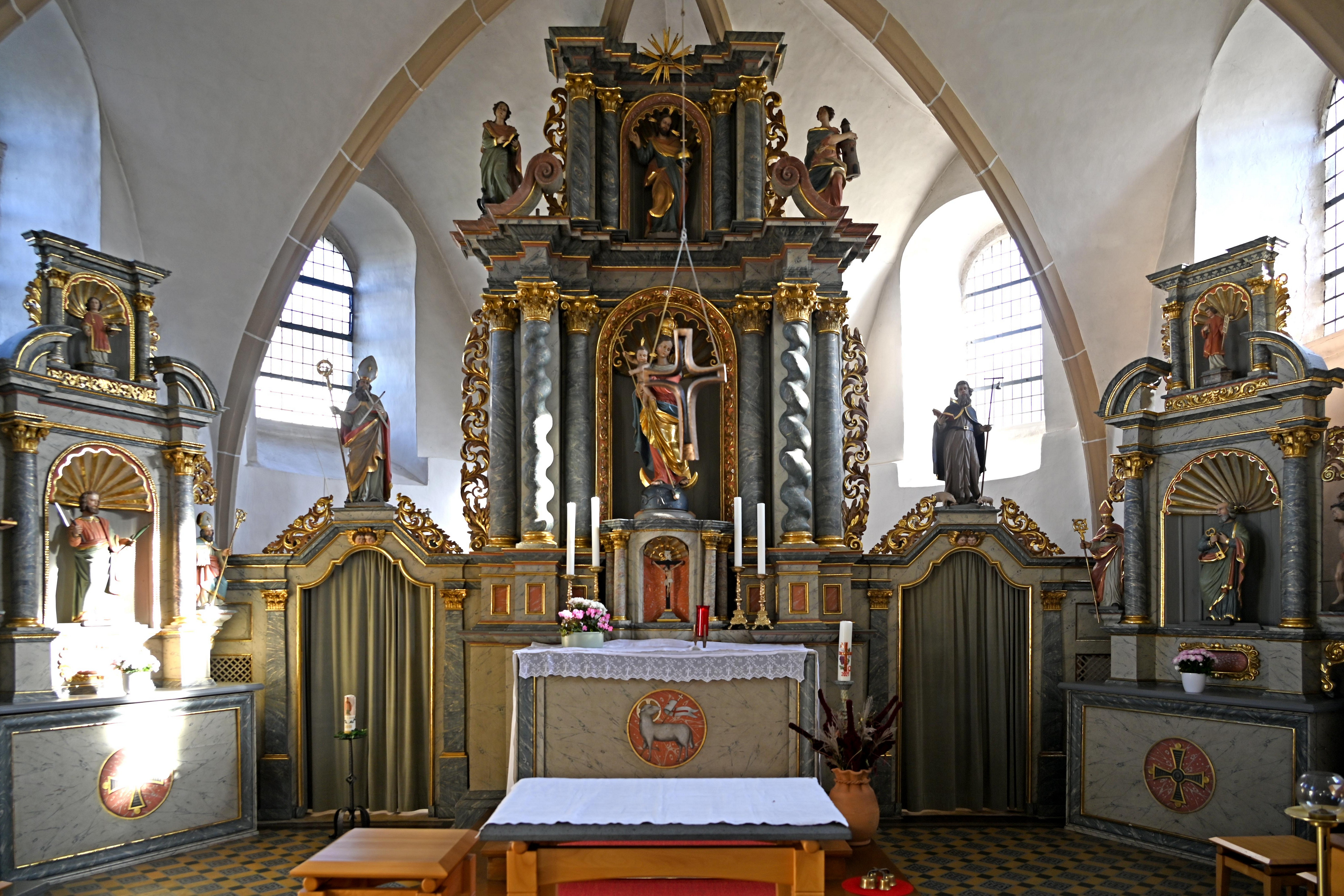
Chor mit Altären (1716)
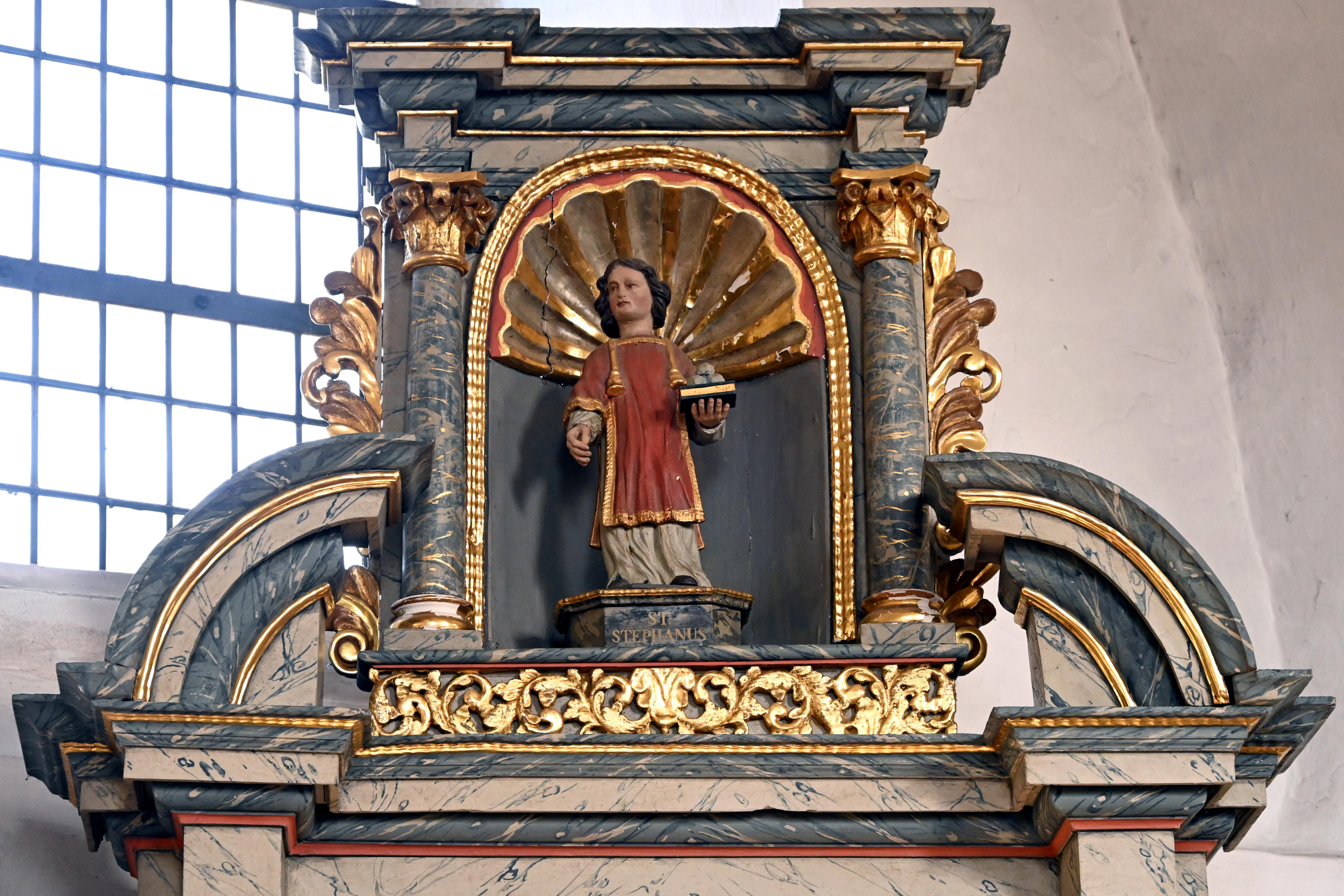
Seitenaltar, Detail
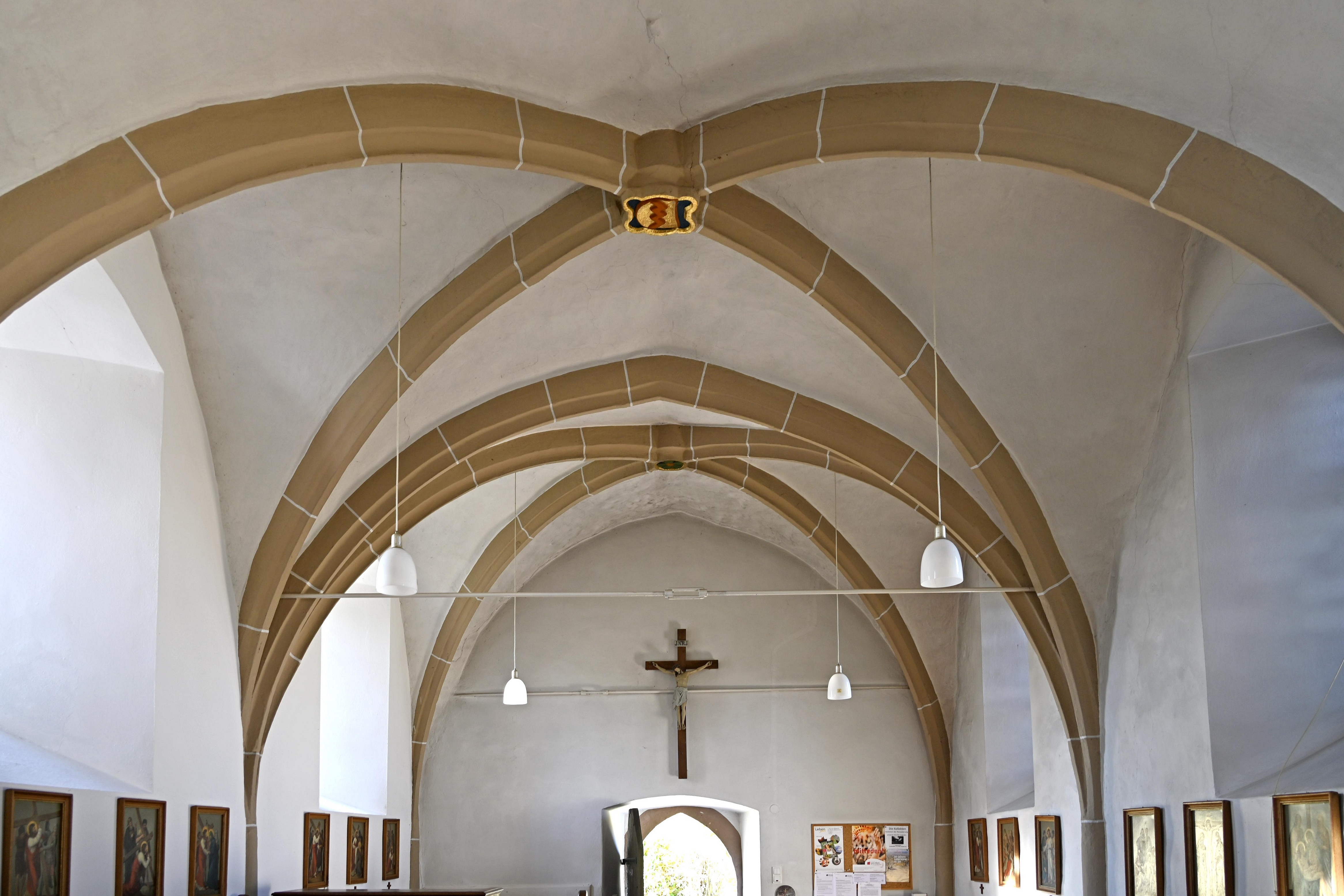
Gotisches Rippengewölbe
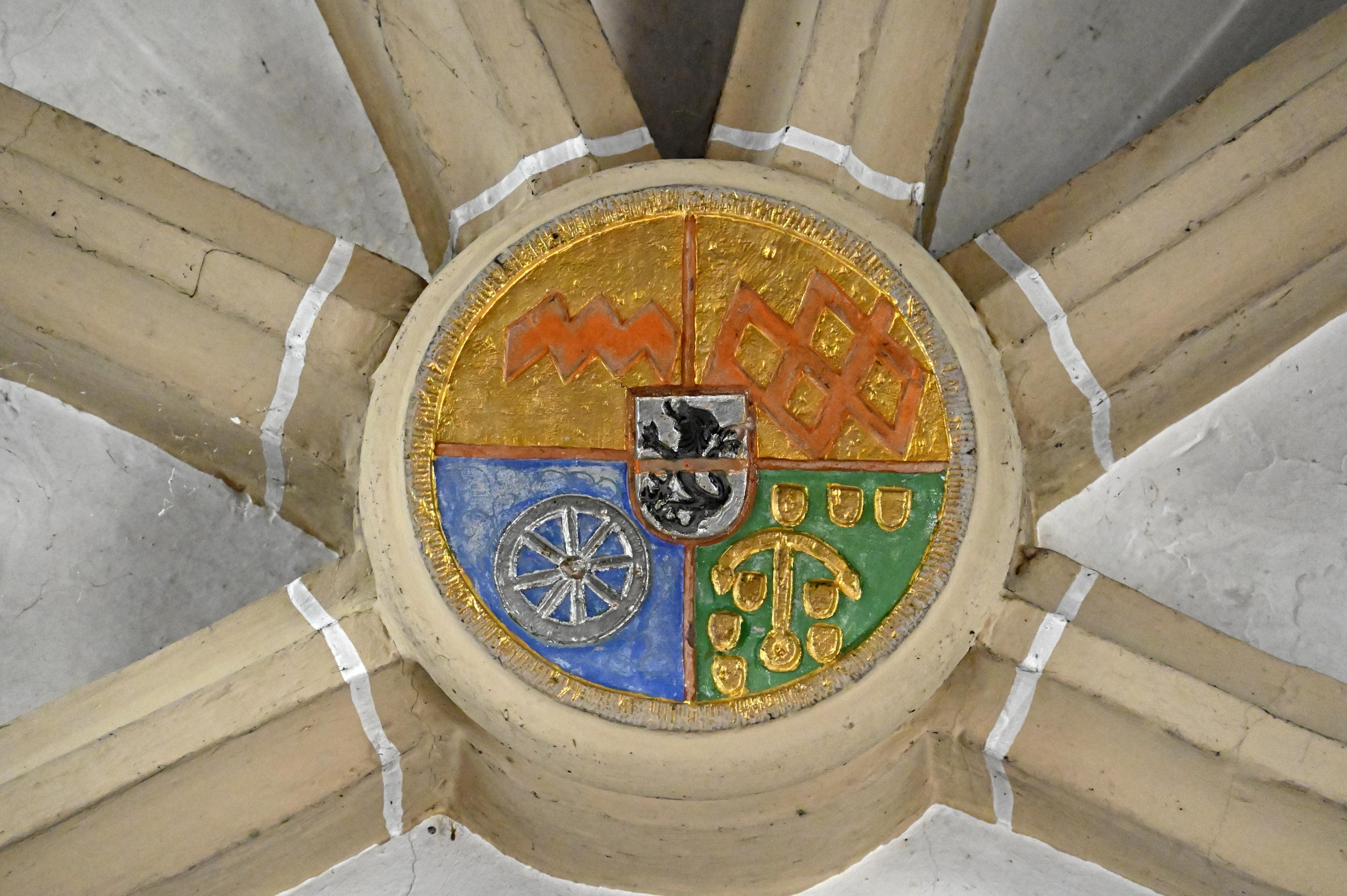
Schlussstein im Chor
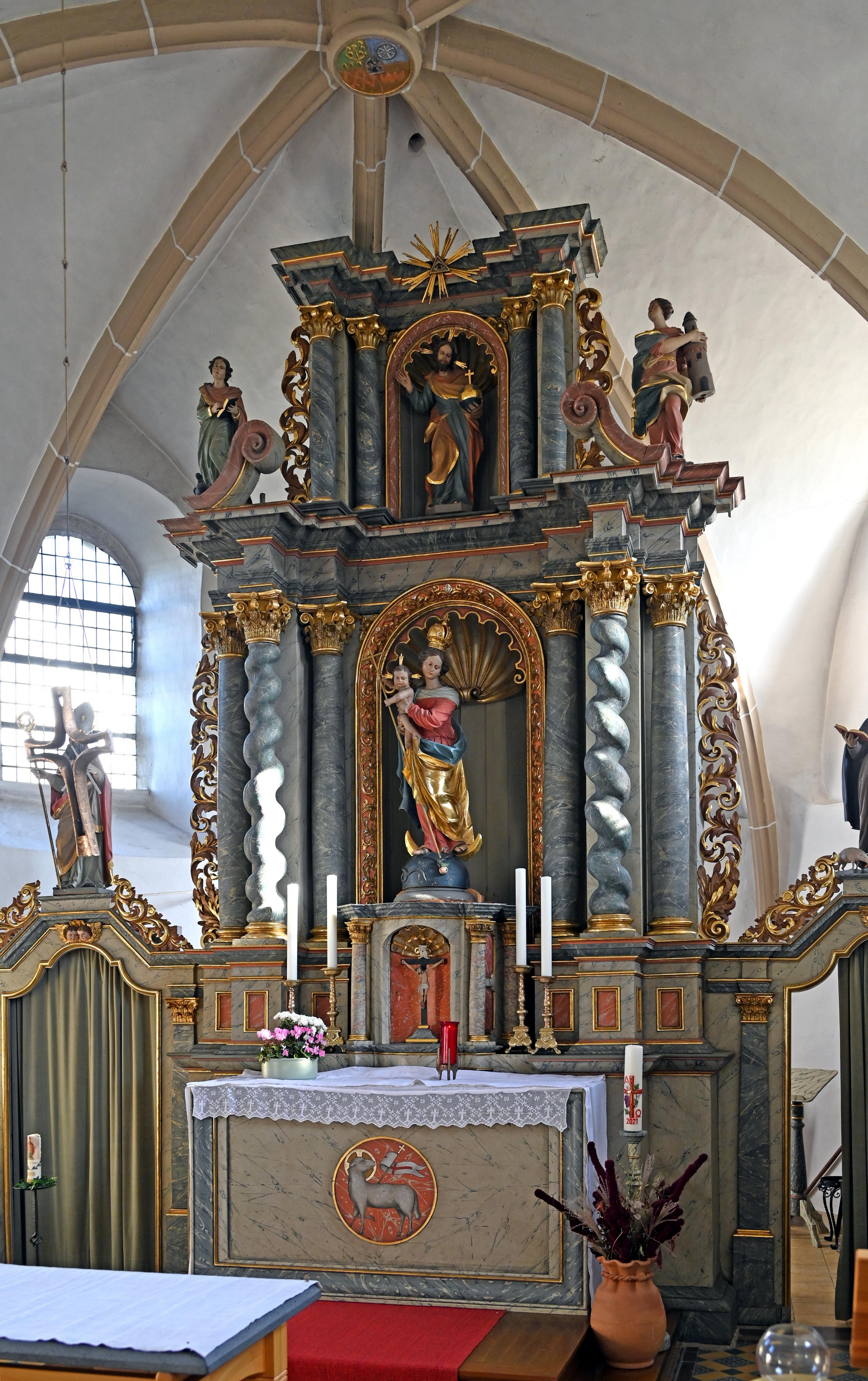
Hochaltar
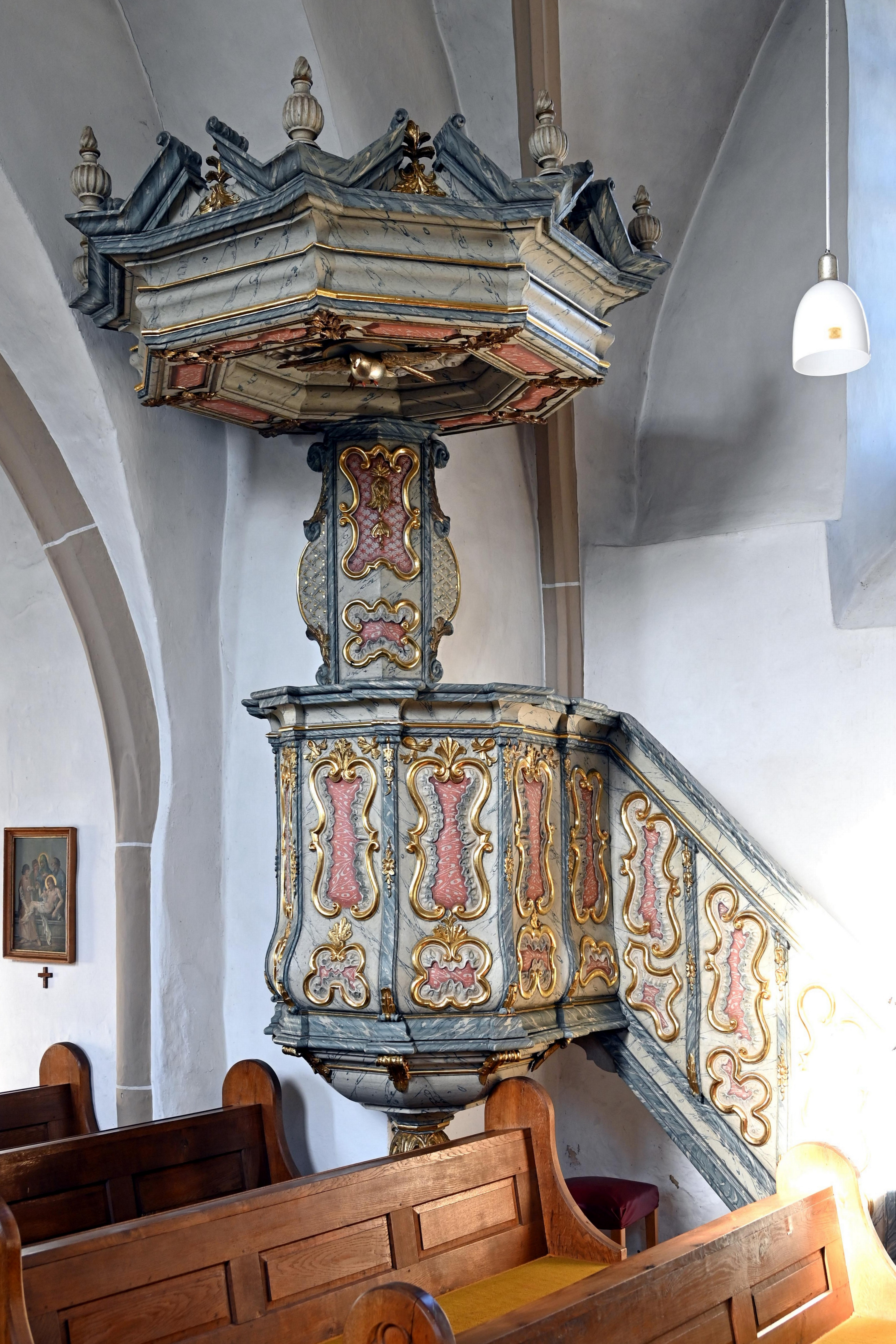
Rokokokanzel (18. Jh.)

## Wirtschaft und Infrastruktur
Im Süden verläuft die Bundesautobahn 60, im Osten die Bundesautobahn 1. In Wittlich ist ein Bahnhof der Moselstrecke.